# Constitución apostólica

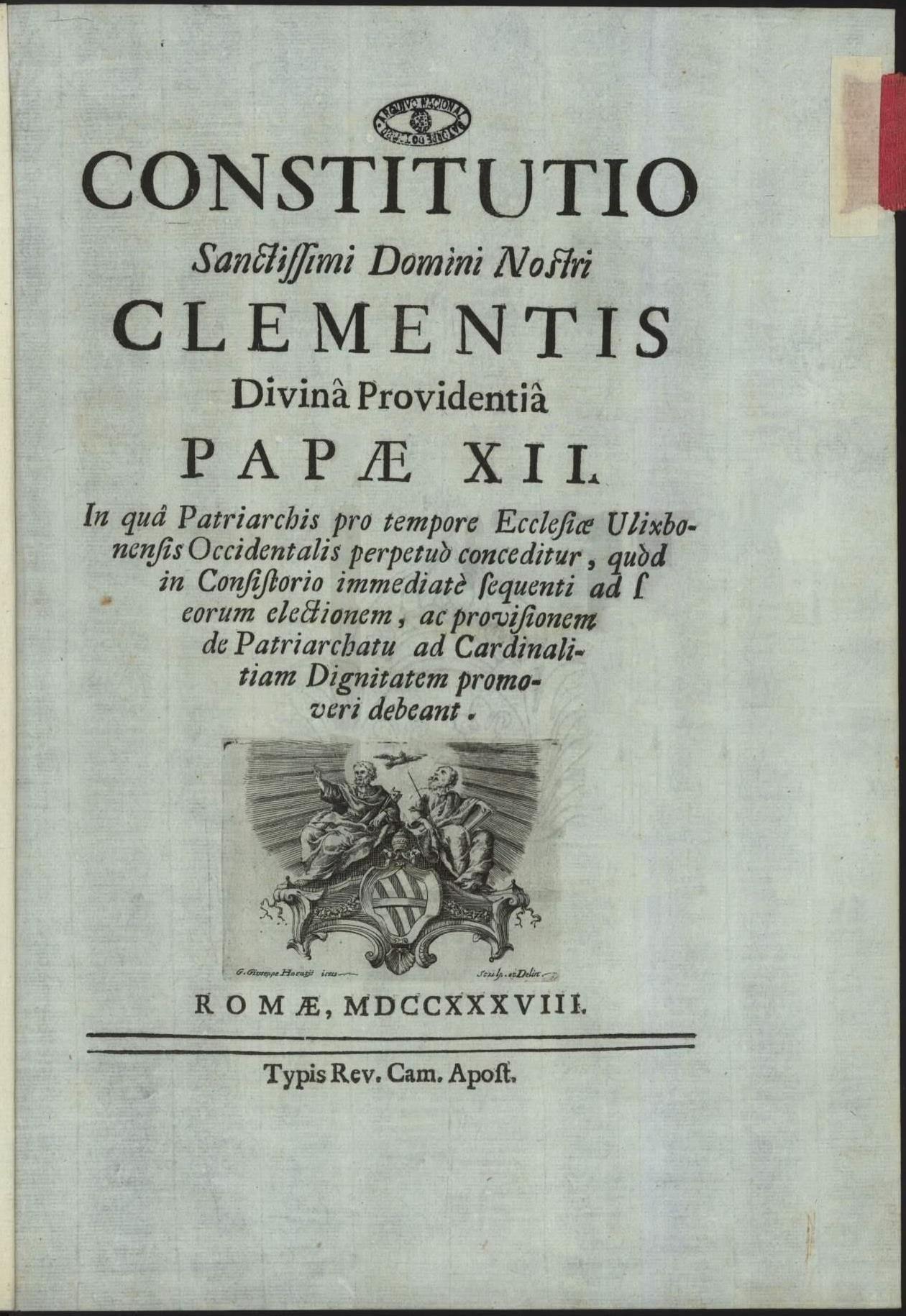
Edición impresa de la Constitución Apostólica, Inter praecipuas apostolici ministerii, de Clemente XII, 17 de diciembre de 1737

La constitución apostólica (latín constitutio apostolica) es la norma legal de más alto nivel publicada por el obispo de Roma. El término 'constitución' proviene del latín constitutio, que definía cualquier ley importante publicada por el emperador romano, y se conserva en documentos de la Iglesia debido a la herencia que el derecho canónico de la Iglesia católica recibió del derecho romano.

## Naturaleza, publicación y contenido
Por su naturaleza, las constituciones apostólicas se publican solemnemente por medio de bulas papales, pero por su naturaleza de leyes tienen efectos para todos los fieles católicos la bulas se publican posteriormente en el Acta Apostolicae Sedis, "a no ser que en casos particulares se hubiese previsto otro modo de promulgación". Entre los temas que son objeto de una constitución apostólica se encuentran las que regulan la disciplina de los sacramentos, la organización de la Curia romana, la erecciones de diócesis, la asignación de determinados templos de Roma a la dignidad cardenalicia, etc. 
En el lenguaje ordinario en ocasiones se utilizan los términos de constitución dogmática o de  constitución pastoral, en referencia al propósito del documento, pero en todo caso se trata del mismo documento pontificio.

## Características formales
El texto de las constituciones apostólicas se inicia con el nombre del papa seguido por su título como obispo de Roma y su condición de Siervo de los siervos de Dios, y la expresión "para perpetua memoria", todo en latín. Por ejemplo este se el comienzo de una Constitución Apostólica de San Pío X:

PIUS EPISCOPUS SERVUS SERVORUM DEI
AD PERPETUAM REI MEMORIAM

El texto de la constitución concluye con el lugar en que se promulga, la expresión "junto a San Pedro", la fecha y el año del pontificado del papa. El documento viene firmado por el cardenal datario, el  cardenal Secretario de Estado, y los oficiales de la Curia que garantizan que el texto concuerda con el original. En su publicación en el Acta Apostolicae Sedis, o en las copias impresas, como signo de la bola de plomo propia de la bulas, se escribe Loco + Plumbi, o abreviadamente, L + P.. 
De este modo la Constitución Apostólica, De Romana Curia, de San Pío X, concluye así: 

Datum Romae apud Sanctum Petrum, anno Incarnationis Dominicae millesimo nongentesimo octavo, die festo Sanctorum Apostolorum Petri et Pauli, III Kalendas Iulias, Pontificatus Nostri anno quinto.

| A. CARD. DI PIETRO PRO-DATARIUS            |  | R. CARD. MERRY DEL VAL A SECRETIS STATUS |
| visa DK CURIA I. DE AQUILA E VICECOMITIBUS |  |                                          |
| Loco + Plumbi lieg, in Segret. Brevium'    |  |                                          |
|                                            |  | V. CUGNONIUS.                            |

## Constituciones apostólicas desde Pío XII hasta la actualidad
En la relación que sigue se recogen las Constituciones apostólicas promulgadas por los romanos pontífices desde Pío XII, pero se omiten las numerosas constituciones que tienen como finalidad la erección de nuevas archidiócesis, diócesis, exarcados o eparquias, la reorganización de las existentes, o la asignación de titularidad cardenalicia a un templo romano.
| Papado        | Nombre de la constitución apostólica                               | Contenido | AAS     | Texto    |
| ------------- | ------------------------------------------------------------------ | --- | ------- | -------- |
| Pío XII       | Episcopalis consecrationis (30.11.1944)                            | Sobre la praxis de la consagración episcopal oficiada por dos obispos, confirmando la validez cuando actúa como ministro un solo obispo                                                                  | AAS 36  | latín    |
| Pío XII       | Vacantis Apostolicis Sedis (8.12.1945)                             | De la sede apostólica vacante y de la elección del romano pontífice | AAS 37  | latín    |
| Pío XII       | Provida Mater Ecclesia (2.02.1947)                                 | Sobre los institutos seculares | AAS 39  | español  |
| Pío XII       | Sacramentum Ordinis (30.11.1947)                                   | De la ordenación de diáconos, presbíteros y obispos | AAS 39  | latín    |
| Pío XII       | Bis saeculari die (27.09.1948)                                     | Principios que deben regir las congregaciones marianas | AAS 40  | español  |
| Pío XII       | Munificentissimus Deus (1.11.1950)                                 | Sobre el dogma de la Asunción de la Virgen María | AAS 42  | español  |
| Pío XII       | Sponsa Christi (21.11.1950)                                        | Para promover la institución de los monasterios femeninos, estableciendo el estatuto de las monjas | AAS 42  | español  |
| Pío XII       | Exsul Familia (1.08.1952)                                          | Sobre el cuidado espiritual de los emigrantes | AAS 44  | español  |
| Pío XII       | Christus Dominus (6.01.1953)                                       | Sobre la disciplina que debe guardarse en el ayuno eucarístico | AAS 45  | italiano |
| Pío XII       | Sedes Sapientiae (32.05.1956)                                      | Se dan los principios y estatutos generales que se deben seguir en la formación de los religiosos | AAS 48  | español  |
| Pío XII       | Ad uberrima vitae (3.06.1958)                                      | Constituye en Roma el Pontificio Instituto Pastoral | AAS 50  | latín    |
| Juan XXIII    | Sollicitudo omnium Ecclesiarum (29.06.1960)                        | Promulga las constituciones del Sínodo Romano | AAS 52  | español  |
| Juan XXIII    | Humanae salutis (25.12.1961)                                       | Que convoca oficialmente el Concilio Vaticano II | AAS 53  | español  |
| Juan XXIII    | Veterum Sapientia (22.02.1962)                                     | Sobre la Promoción del Estudio de Latín | AAS 54  | español  |
| Pablo VI      | Paenitemini (17.02.1966)                                           | Reforma la disciplina eclesiástica sobre la Penitencia | AAS 58  | español  |
| Pablo VI      | Regimine Ecclesiae Universae (15.08.1967)                          | Reorganiza la Curia Romana de acuerdo con las circunstancias y necesidades del tiempo actual | AAS 59  | italiano |
| Pablo VI      | Basílicae Nicolaitanae Barensis (11.02.1968)                       | Estable nuevas normas para la basílica de San Nicolás, en la ciudad de Bari | AAS 60  | latín    |
| Pablo VI      | Missale Romanum (3.04.1969)                                        | Promulga el Misal Romano renovado por orden del Concilio Vaticano II | AAS 61  | italiano |
| Pablo VI      | Sacra Rituum Congregatio (8.05.1969)                               | La Sagrada Congregación de los Ritos se divide en dos Congregaciones, una para el Culto Divino y otra para las Causas de los Santos                                                                      | AAS 61  | italiano |
| Pablo VI      | Laudis Canticum (1.11.1970)                                        | Promulgación del Oficio Divino reformado por oden del Concilio Vaticano II | AAS 62  | español  |
| Pablo VI      | Divinae Consortium Naturae (15.08.1971)                            | Sobre la Confirmación | AAS 63  | italiano |
| Pablo VI      | Sacra Unctionem (30.11.1972)                                       | Aprueba el ordo unctionis infirmorum (para la Unción de enfermos) | AAS 64  | español  |
| Pablo VI      | Consta Nobis (11.07.1975)                                          | Erige la Sagrada Congregación para los Sacramentos y el Culto Divino, que sustituye a las hasta en ese momento existentes S.C. para la Disciplina de los Sacramentos, y la S.C. para el Culto Divino     | AAS 67  | italiano |
| Pablo VI      | Romano Pontifici Eligendo (1.10.1975)                              | Sobre la elección del romano pontífice | AAS 67  | español  |
| Juan Pablo II | Sapientia Christiana (15.04.1979)                                  | Sobre las Universidades y Facultades Eclesiásticas | AAS 71  | español  |
| Juan Pablo II | Magnum matrominii sacramentum (7.10.1982)                          | Reconocimiento jurídico al Instituto de estudios sobre matrimonio y familia | AAS 74  | español  |
| Juan Pablo II | Ut sit (28.11.1982)                                                | Sobre la erección del Opus Dei como prelatura personal | AAS 74  | español  |
| Juan Pablo II | Divinus perfectionis Magister (25.01.1983)                         | Sobre la nueva legislación relativa a las Causas de los Santos | AAS 75  | español  |
| Juan Pablo II | Sacrae Disciplina Legis (25.01.1983)                               | Promulgacción del nuevo Código de Derecho Canónico | AAS 75  | español  |
| Juan Pablo II | Spirituali militum curæ (21.04.1986)                               | Sobre la asistencia espiritual a los militares | AAS 78  | español  |
| Juan Pablo II | Pastor Bonus (1988)                                                | Sobre la organización de la Curia Romana | AAS 80  | español  |
| Juan Pablo II | Nova canonica ordinatio Nicolaitanae Barensi Basilicae (8.05.1989) | Establece una nueva ordenación canónica para la Basílica de San Nicolás de Barí | AAS 83  | italiano |
| Juan Pablo II | Sacri Canones (18.10.1990)                                         | Promulga el Código Canónico de las Iglesias Orientales (18.19.1990), que entrará en vigor el 1 de octubre de 1991, fiesta del patrocinio de la Vigen María en la mayor parte de las iglesias orientales. | AAS 82  | latín    |
| Juan Pablo II | Ex Corde Ecclesiae (15.08.1990)                                    | Sobre las Universidades Católicas | AAS 82  | español  |
| Juan Pablo II | Fidei depositum (1992)                                             | Para la publicación del Catecismo de la Iglesia Católica | AAS 84  | español  |
| Juan Pablo II | Universi Dominici Gregis (1996)                                    | Sobre la vacante de la Sede Apostólica y la elección del romano pontífice | AAS 88  | español  |
| Benedicto XVI | Anglicanorum Coetibus (4.11.2009)                                  | Sobre la institución de ordinarios personales para anglicanos que entran en la plena comunión con la Iglesia católica                                                                                    | AAS 101 | español  |
| Francisco     | Vultum Dei quarare (29.06.2016)                                    | Sobre la vida contemplativa femenina | AAS 106 | español  |
| Francisco     | Veritatis gaudium (27.12.2017)                                     | Sobre las Universidades y Facultades eclesiásticas | AAS 110 | español  |
| Francisco     | Episcopalis communio (15.09.2018)                                  | Sobre el Sínodo de los Obispos regulando su organización y funcionamiento | AAS 110 | español  |
| Francisco     | Pascite gregem Dei (23.05.2021)                                    | Reforma del Libro VI del Código de Derecho Canónico |         | español  |
| Francisco     | Praedicate evangelium (19.03.2022)                                 | Sobre la Curia Romana y su servicio al mundo y a la Iglesia |         | italiano |